# NGC 7610
NGC 7610 = NGC 7616  ist eine Balken-Spiralgalaxie vom Hubble-Typ SBc im Sternbild Pegasus am Nordsternhimmel, die schätzungsweise 166 Millionen Lichtjahre von der Milchstraße entfernt ist.
Entdeckt wurde das Objekt im August 1880 von Andrew Common.